# Rudolf Schwarz (architekt)

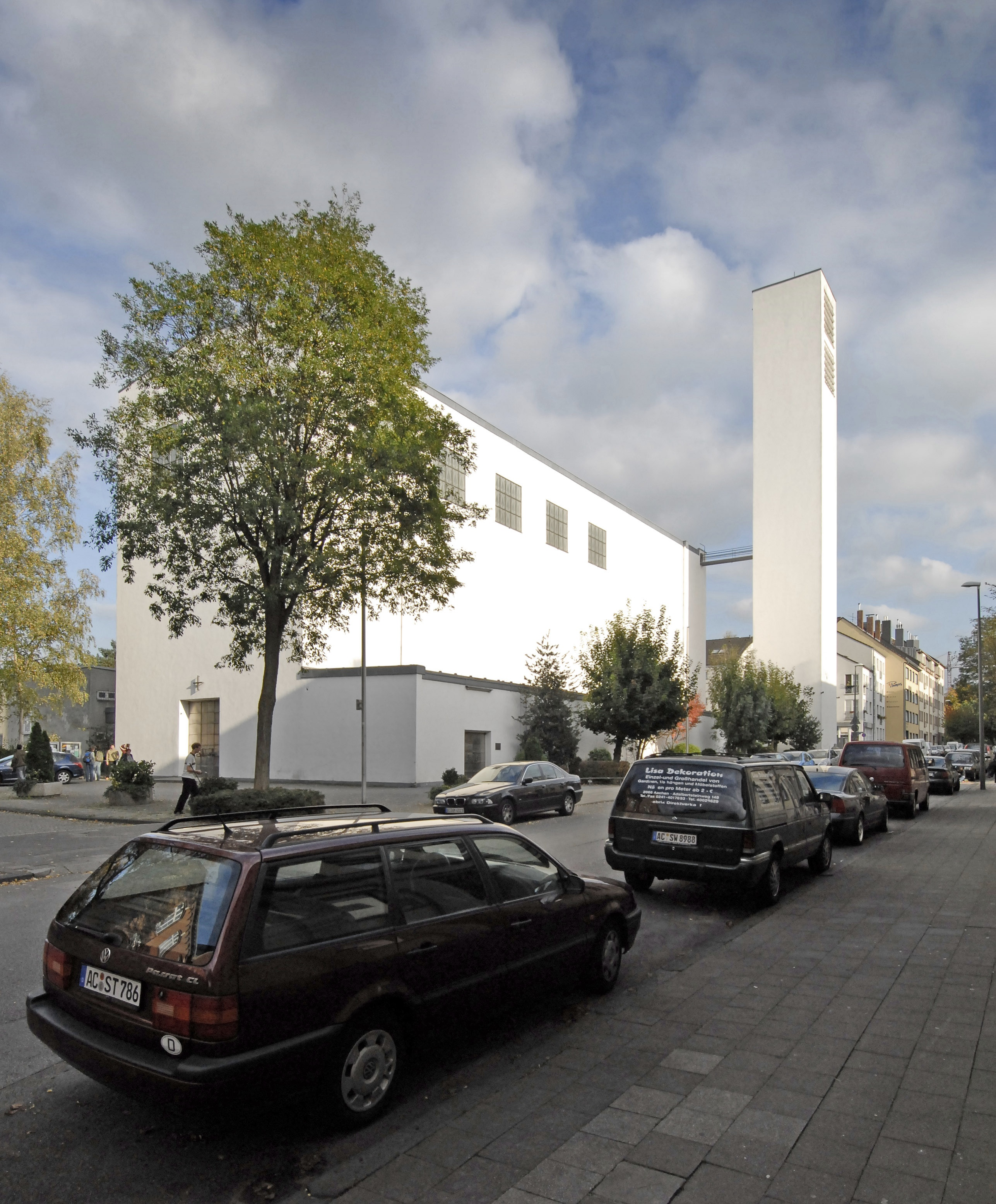
Kostel Božího těla, Cáchy

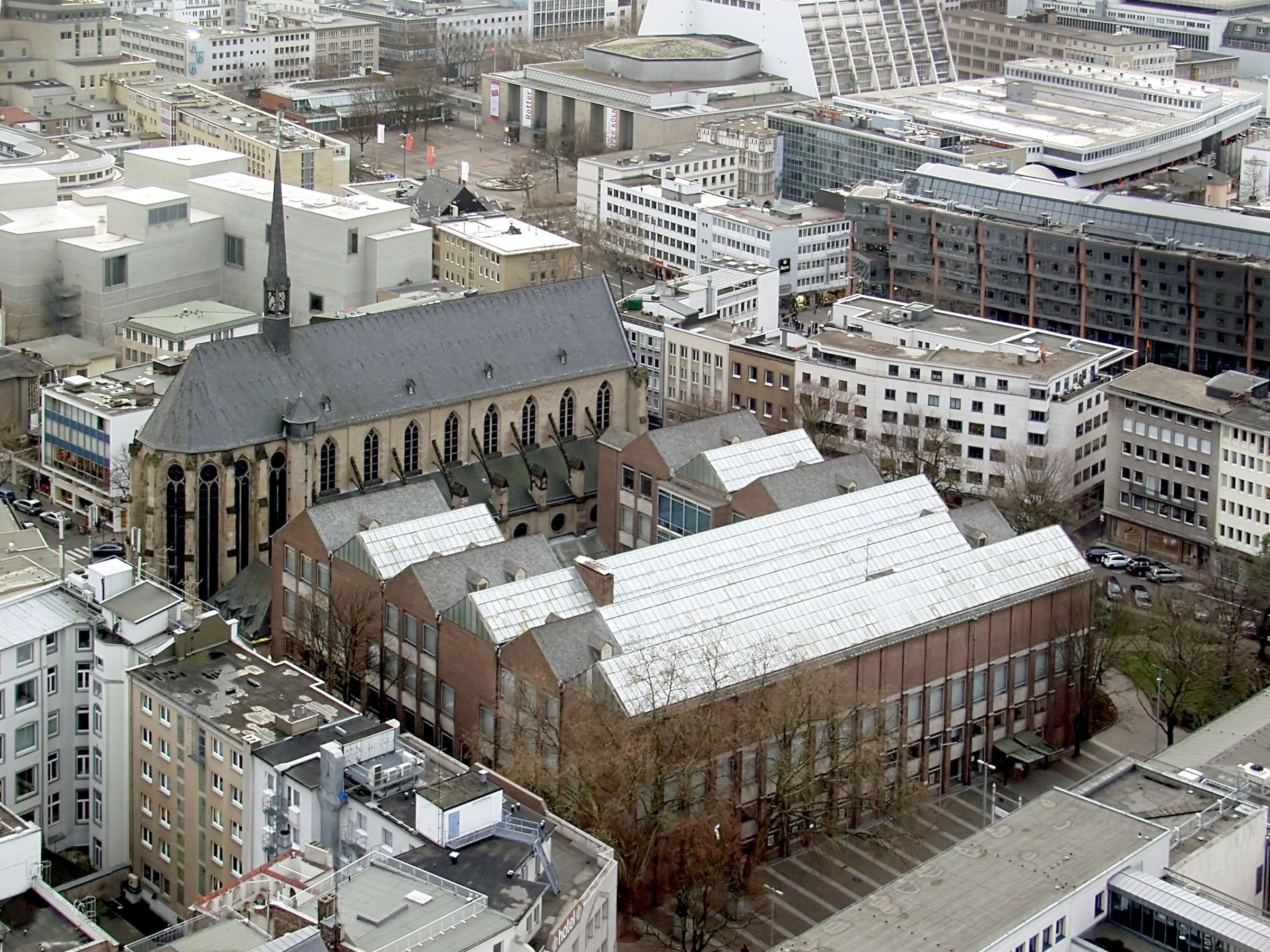
Uměleckoprůmyslové muzeum, Kolín nad Rýnem (původně Wallraf-Richartz-Museum)

Rudolf Schwarz (15. května 1897 Štrasburk – 3. dubna 1961 Kolín nad Rýnem) byl německý architekt, teoretik a profesor architektury, tvůrce kostelů a urbanista. Po roce 1945 podstatně ovlivnil rekonstrukci válkou zničeného Kolína nad Rýnem a katolickou sakrální architekturu v Západním Německu.

## Život a dílo
Rudolf Schwarz vyrůstal ve Štrasburku. Jeho otec tam řídil gymnázium. Po maturitě ve Štrasburku odešel Rudolf Schwarz do Berlína. Zde studoval od roku 1914 do roku 1919 na Technické univerzitě v Berlíně-Charlottenburgu architekturu a setkal se s Romanem Guardinim, s nímž udržoval vztah celý život. V letech 1919 až 1923 byl mistrovským studentem Hanse Poelziga na Berlínské akademii umění a studium architektury uzavřel v roce 1923 disertací Rané typy rýnských kostelů.
Jako člen katolického mládežnického hnutí Quickborn (1920–1934) převzal Rudolf Schwarz vedení časopisu Die Schildgenossen a přestavbu hradu Rothenfels na ústředí hnutí Quickborn. V letech 1923 až 1925 byl Rudolf Schwarz stavebním referentem Kolína nad Rýnem. Roku 1925 ho Dominikus Böhm ustavil státním stavitelem a učitelem na Škole stavebnictví a uměleckého řemesla v Offenbachu nad Mohanem. Spolu se v roce 1927 účastnili soutěže na stavbu kostela Panny Marie Královny míru ve Frankfurtu a získali první cenu.
V roce 1927 přestoupil Rudolf Schwarz na Uměleckoprůmyslovou školu v Cáchách a vedl ji až do jejího uzavření nacisty v roce 1934. Byl členem výkonné rady Svazu německého díla a založil s Hansem Schwippertem nový, na humánní a regionální otázky zaměřený typ výuky. Kostel Božího těla, Dům mládeže a Sociální odborná škola pro ženy v Cáchách i jeho text Technické nasměrování (Wegweisung der Technik) učinily Rudolfa Schwarze kritickým průkopníkem Nového stavění.
Od roku 1934 do roku 1940 působil Rudolf Schwarz jako architekt na volné noze a autor ve Frankfurtu nad Mohanem a Kolíně nad Rýnem. Spolu s Emilem Steffannem navrhl Kostel sv. Anny v Berlíně-Lichterfelde (soutěž 1934) a vytvořil typologické základy liturgické obnovy církve, které roku 1938 popsal v knize O stavbě kostela (Vom Bau der Kirche ).
V letech 1941 až 1944 pracoval Rudolf Schwarz jako zemský architekt v Lotrinsku, když předtím odmítl nabídku práce v Turecku. Členy jeho týmu byli Emil Steffann a Rudolf Steinbach, s nímž Schwarz v letech 1943 až 1951 obnovil roku 1942 vybombardovaný farní Kostel v Johannisbergu (Rheingau) v souladu s jeho románským původem a ve smyslu živého pojetí památkové péče jako stopy dějin. Po službě v armádě a zajetí byl od roku 1946 do roku 1952 jako hlavní architekt odpovědný za rekonstrukci Kolína nad Rýnem. Podle urbanistických názorů z jeho 1949 publikované knihy Zastavění země vytvořil Rudolf Schwarz pro Kolín nad Rýnem model dvojího města, tj. na jihu a západě metropole na Rýnu vytvořil krajinu vzdělávání a obchodu, zatímco na severu krajinu práce. Klíčovým spolupracovníkem Rudolfa Schwarze ve Společnosti pro rekonstrukci Kolína nad Rýnem byl v letech 1947 až 1952 Fritz Schaller. Myšlenky o obnově Kolína nad Rýnem shrnul Rudolf Schwarz ve spisu Nový Kolín (Das Neue Köln). Jsou v otevřeném sporu s funkcionalistickým urbanismem CIAM.
V roce 1953 Rudolf Schwarz nastoupil jako profesor na Düsseldorfskou uměleckou akademii a učil tam až do své smrti v roce 1961 urbanistiku a sakrální architekturu. Ve svém textu Buduj umělče, nemluv (Bilde Künstler, rede nicht, 1953), uveřejněném v architektonickém časopise Baukunst und Werkform, zpochybnil Rudolf Schwarz mechanický funkcionalismus. To vedlo k otevřenému konfliktu s Walterem Gropiusem a spustilo takzvanou debatu o Bauhausu v Západním Německu. Na Wallraffově-Richartzově museu v Kolíně nad Rýnem (1952–1957) Schwarz demonstroval své chápání architektury, vytvořil první muzejní architekturu ve Spolkové republice Německo a model historicky poučené poválečné moderny. V roce 1959 publikoval Rudolf Schwarz monografii Svět před prahem (Welt vor der Schwelle), v roce 1960 obdržel první cenu v soutěži o rekonstrukci Reichstagu v Berlíně a byl jmenován členem Akademie umění v Berlíně.
Po jeho smrti dokončila jeho žena, architektka Maria Schwarzová (narozená Langová) rozpracované objednávky včetně deseti kostelů v rámci kanceláře Schwarz und Partner. Angažovala se za uchování díla Rudolfa Schwarze a předala materiály z jeho odkazu Historickému archivu arcibiskupství Kolín nad Rýnem.